# استیون کمپمن
استیون کمپمن (به انگلیسی: Steven Kampmann) (زاده ۳۱ مهٔ ۱۹۴۷) بازیگر آمریکایی است.

## بخشی از فیلمشناسی
- باشگاه بهشت (۱۹۸۶)
- برای پسران (۱۹۹۱)